# Банд-е Амір (Марказі)
Банд-е Амір (перс. بندامير) — село в Ірані, у дегестані Альвір, у бахші Харкан, шахрестані Зарандіє остану Марказі. За даними перепису 2006 року, його населення становило 132 особи, що проживали у складі 44 сімей.

## Клімат
Середня річна температура становить 10,61 °C, середня максимальна – 29,40 °C, а середня мінімальна – -10,87 °C. Середня річна кількість опадів – 244 мм.
| Клімат поселення                              | Клімат поселення | Клімат поселення | Клімат поселення | Клімат поселення | Клімат поселення | Клімат поселення | Клімат поселення | Клімат поселення | Клімат поселення | Клімат поселення | Клімат поселення | Клімат поселення | Клімат поселення |
| Показник                                      | Січ.             | Лют.             | Бер.             | Квіт.            | Трав.            | Черв.            | Лип.             | Серп.            | Вер.             | Жовт.            | Лист.            | Груд.            |                  |
| Середній максимум, °C                         | 4,73             | 6,21             | 10,13            | 16,79            | 22,05            | 28,06            | 29,40            | 29,01            | 24,59            | 18,28            | 11,72            | 5,92             |                  |
| Середня температура, °C                       | −3,07            | −1,58            | 2,32             | 9,00             | 14,26            | 20,26            | 23,94            | 23,55            | 19,14            | 12,83            | 6,26             | 0,46             |                  |
| Середній мінімум, °C                          | −10,87           | −9,39            | −5,48            | 1,18             | 6,44             | 12,44            | 18,48            | 18,08            | 13,67            | 7,36             | 0,81             | −4,99            |                  |
| Норма опадів, мм                              | 31               | 33               | 47               | 37               | 30               | 4                | 2                | 1                | 0                | 10               | 19               | 30               |                  |
| Середньомісячна швидкість вітру, м/с          | 1.70             | 2.30             | 2.95             | 3.10             | 2.73             | 2.42             | 2.40             | 2.28             | 2.15             | 2.06             | 1.76             | 1.74             |                  |
| Середньомісячна сонячна радіація, кДж/м²·день | 8815             | 11551            | 14314            | 17876            | 21903            | 26366            | 25998            | 23671            | 20215            | 14687            | 10665            | 8521             |                  |
| --------------------------------------------- | ---------------- | ---------------- | ---------------- | ---------------- | ---------------- | ---------------- | ---------------- | ---------------- | ---------------- | ---------------- | ---------------- | ---------------- | ---------------- |
| Джерело:                                      |                  |                  |                  |                  |                  |                  |                  |                  |                  |                  |                  |                  |                  |